# Malagina
Malagina (in greco antico: Μαλάγινα?), in tempi antichi Melangeia (Μελάγγεια), era un distretto bizantino nella valle del fiume Sangarius nel nord della Bitinia, utilizzata come sede di un grande accampamento e area di sosta fortificata (aplekton), dall'esercito bizantino. Malagina era l'aplekton più vicino alla capitale imperiale Costantinopoli, e pertanto quella di maggiore importanza per le spedizioni contro l'Oriente: era qui che i potenti eserciti dei thema di Anatolikon, Opsikion e Thrakesion si univano all'imperatore. La regione era anche la sede dei principali allevamenti di cavalli imperiali (metata) in Asia Minore. Venne menzionata per la prima volta in fonti storiche nel 798, quando l'imperatrice Irene vi radunò il suo esercito. Il sito fu attaccato dagli Arabi nel 798, 860 e nell'875. Nel XII secolo, l'imperatore Manuele I Comneno restaurò le fortificazioni della fortezza principale a Metabole, utilizzandola come base per le sue campagne contro l'Impero selgiuchide e il Sultanato di Rum. Sotto la famiglia Angeli, divenne una provincia separata, guidata da un governatore chiamato dux e stratopedarchēs. Allo stesso tempo, si attestò ad essere una arcidiocesi, prima di essere elevata a sede metropolita sotto i Lascaris.